# 平中山
平中山（たいら なかやま）は、福島県いわき市の大字である。郵便番号は970-8031。

## 地理
いわき市中央部の平地区に属し、地区内中部に位置する。北で、平南白土、東で平上高久、南で平小泉、郷ケ丘、西で平下荒川とそれぞれ隣接する。概ね町村制施行以前の磐前郡中山村の流れを汲む地域である。滑津川流域の平地（主に左岸部）と周囲の丘陵地を区域とする。地区内を国道6号常磐バイパス、福島県道241号下高久谷川瀬線が横断、交差する。西側の平野部と隣接する丘陵を切り開いた箇所に住宅が建ち並び、東側は水田が広がる。内郷御厩町に所在するいわき中央警察署及び平字正内町に所在する平消防署がそれぞれ管轄にあたる。

### 主な字
- 諏訪下
- 柳町
- 柿ノ目

- 小山
- 藁谷
- 下ノ内

- 赤
- 宮下
- 桜町

- 矢ノ倉

## 河川
- 滑津川

## 歴史
- 1879年1月27日 - 平藩領中山村が福島県内における郡区町村制の施行により磐前郡の村となる[4]。
- 1889年4月1日 - 町村制の施行により中山村が北白土村、南白土村、谷川瀬村、上荒川村、下荒川村、小泉村、吉野谷村、上高久村と合併し、磐前郡飯野村が発足する。旧中山村域は飯野村の大字となる[4]。
- 1896年4月1日 - 磐前郡と周辺郡との合併により石城郡が発足し、石城郡飯野村となる[4]。
- 1950年4月1日 - 飯野村が平市と合併し、平市の大字となる[4]。
- 1966年10月1日 - 平市が磐城市・常磐市・内郷市・勿来市、石城郡小川町・遠野町・四倉町・川前村・田人村・好間村・三和村、双葉郡久之浜町・大久村と合併しいわき市となり、いわき市平地区の大字となる[4]。
- 1975年～ - 南西部の丘陵地の一部が宅地造成に伴い郷ケ丘として分離される[4]。

## 世帯数と人口
2023年10月31日現在の世帯数と人口は以下の通りである。
| 大字   | 世帯数  | 人口   |
| ------ | ------- | ------ |
| 平中山 | 780世帯 | 1789人 |

## 小・中学校の学区
市立小・中学校に通う場合、学区は以下の通りとなる。
| 番地 | 小学校                 | 中学校                 |
| ---- | ---------------------- | ---------------------- |
| 全域 | いわき市立平第五小学校 | いわき市立平第三中学校 |

## 交通

### 道路
- 国道6号常磐バイパス
  - 久世原トンネル
  - 中山跨道橋
- 福島県道241号下高久谷川瀬線

### バス
新常磐交通路線バス
- （いわき駅方面） - 中山新店 - 小山 - （豊間・小名浜方面）
  - いわき駅～豊間～江名～小名浜
  - いわき駅～豊間～小名浜～泉駅
  - 小名浜～江名～いわき駅～平商
  - 泉駅～江名～平工業高～いわき駅

## 施設
- 中山公民館
- 平南部学校給食共同調理場
- 日蓮正宗大華寺
- 浄土宗光林寺
- 佐麻久嶺神社